# 平松一宏
平松 一宏（ひらまつ かずひろ、1974年3月23日 - ）は、岡山県倉敷市出身の元プロ野球選手（投手）・野球指導者。左投左打。

## 経歴

### プロ入り前
岡山県倉敷市出身。倉敷商業高では控え投手兼外野手で3年春の中国大会準優勝。広島経済大学に進み本格的に投手として始動、4年時はエースとして倉本慎也とのバッテリーで大学選手権に出場すると2回戦で創価大学・中村隼人と延長11回を投げ合うが惜敗、秋はリーグMVPで明治神宮大会に出場、春秋ベストナイン。卒業後、JR西日本に入社。都市対抗野球にNKKの補強選手として出場。1997年度ドラフト会議で読売ジャイアンツから8位指名を受けて同社から初のプロ野球選手として入団。

### 巨人時代
1998年は春先から一軍登板を果たし、主に敗戦処理という形ではあるが手薄な左投手のポジションを担い防御率は4点台だったが29試合に登板した。
しかし翌年1999年は怪我などで一軍登板わずか1試合に終わった。
2000年はローテーションの谷間としても登板し、8月12日の広島東洋カープ戦でプロ初勝利を挙げた。9月24日の中日との試合で4点ビハインドの9回表に登板して無失点に抑え、その裏に江藤智の同点満塁本塁打と二岡智宏のサヨナラ本塁打でリーグ優勝が決定したため、優勝試合の勝利投手となった。この年は14試合に登板し、4勝を挙げた。
2001年は先発登板は1試合だけで中継ぎでも結果を残せず、12試合の登板に終わった。オフにFAで巨人へ移籍してきた前田幸長の人的補償として中日ドラゴンズへ移籍。学生時代から憧れた今中慎二の引退と入れ替わる形で背番号「14」を受け継いだ。

### 中日時代
移籍1年目の2002年はわずか6試合の登板に留まった。
2003年には2年ぶりに先発登板を果たすと、ローテーションの谷間として存在感を示し、安定感は欠いたが15試合で5勝3敗・防御率4.05の成績を挙げた。この年は柳沢裕一とバッテリーを組む試合もあり、柳沢も巨人に在籍経験があることから「元巨人バッテリー」と実況から紹介されることもあった。
2004年は落合博満が新監督に就任した。この年は前年ケガでシーズンをほとんど棒に振った川上憲伸の復活や、横浜ベイスターズから移籍してきたドミンゴの活躍もあり、わずか3試合で1勝を挙げるに留まった。
2005年は層の厚い投手陣に阻まれ一軍登板なしに終わった。同年オフにトレード要員で契約の続行はないことを通告され、結局トレードの話はなく同年12月に自由契約となり現役を引退。

### 引退後
2006年より古巣巨人の打撃投手を務めた後、2013年にJR西日本硬式野球部の活動再開に伴い、同社に復職して投手コーチを3年間務め、投手陣の基礎を築いた。2016年は後藤寿彦総監督の下でGM補佐として選手獲得に携わり、翌2017年からは母校の広島経済大学で投手コーチを務めた。2022年8月から中京大学硬式野球部の投手コーチに就任した。

## 詳細情報

### 年度別投手成績
| 年 度     | 球 団     | 登 板 | 先 発 | 完 投 | 完 封 | 無 四 球 | 勝 利 | 敗 戦 | セ 丨 ブ | ホ 丨 ル ド | 勝 率 | 打 者 | 投 球 回 | 被 安 打 | 被 本 塁 打 | 与 四 球 | 敬 遠 | 与 死 球 | 奪 三 振 | 暴 投 | ボ 丨 ク | 失 点 | 自 責 点 | 防 御 率 | W H I P |
| --------- | --------- | ----- | ----- | ----- | ----- | -------- | ----- | ----- | -------- | ----------- | ----- | ----- | -------- | -------- | ----------- | -------- | ----- | -------- | -------- | ----- | -------- | ----- | -------- | -------- | ------- |
| 1998      | 巨人      | 29    | 1     | 0     | 0     | 0        | 0     | 2     | 0        | --          | .000  | 146   | 33.2     | 35       | 4           | 16       | 0     | 1        | 32       | 2     | 0        | 19    | 18       | 4.81     | 1.51    |
| 1999      | 巨人      | 1     | 0     | 0     | 0     | 0        | 0     | 0     | 0        | --          | ----  | 8     | 2.0      | 2        | 0           | 0        | 0     | 0        | 4        | 0     | 0        | 0     | 0        | 0.00     | 1.00    |
| 2000      | 巨人      | 14    | 4     | 0     | 0     | 0        | 4     | 1     | 0        | --          | .800  | 129   | 28.0     | 35       | 0           | 9        | 2     | 2        | 18       | 0     | 0        | 11    | 9        | 2.89     | 1.57    |
| 2001      | 巨人      | 12    | 1     | 0     | 0     | 0        | 1     | 1     | 0        | --          | .500  | 62    | 11.0     | 19       | 4           | 9        | 0     | 0        | 7        | 1     | 0        | 10    | 10       | 8.18     | 2.55    |
| 2002      | 中日      | 6     | 0     | 0     | 0     | 0        | 0     | 1     | 0        | --          | .000  | 42    | 8.1      | 14       | 1           | 5        | 1     | 0        | 4        | 0     | 0        | 10    | 7        | 7.56     | 2.28    |
| 2003      | 中日      | 15    | 11    | 0     | 0     | 0        | 5     | 3     | 0        | --          | .625  | 195   | 46.2     | 49       | 3           | 15       | 1     | 1        | 32       | 1     | 0        | 23    | 21       | 4.05     | 1.37    |
| 2004      | 中日      | 3     | 2     | 0     | 0     | 0        | 1     | 1     | 0        | --          | .500  | 72    | 15.0     | 21       | 2           | 5        | 0     | 0        | 4        | 0     | 0        | 11    | 6        | 3.60     | 1.73    |
| 通算：7年 | 通算：7年 | 80    | 19    | 0     | 0     | 0        | 11    | 9     | 0        | --          | .550  | 654   | 144.2    | 175      | 14          | 59       | 4     | 4        | 101      | 4     | 0        | 84    | 71       | 4.42     | 1.62    |

### 記録
- 初登板：1998年4月12日、対横浜ベイスターズ3回戦（横浜スタジアム）、7回裏に3番手で救援登板・完了、2回2失点
- 初奪三振：1998年4月16日、対中日ドラゴンズ3回戦（東京ドーム）、5回表に久慈照嘉から見逃し三振
- 初先発：1998年10月2日、対広島東洋カープ26回戦（広島市民球場）、4回4失点で敗戦投手
- 初勝利・初先発勝利：2000年8月12日、対広島東洋カープ18回戦（広島市民球場）、5回2失点

### 背番号
- 64 （1998年）
- 25 （1999年 - 2001年）
- 14 （2002年 - 2005年）
- 113 （2006年 - 2009年）
- 05 （2010年）
- 204 （2011年 - 2012年）